# Luminița Gheorghiu
Luminița Gheorghiu   (Bucarest, 1 de setembre de 1949 - Bucarest, 4 de juliol de 2021) va ser una actriu de cinema romanesa i intèrpret a l'Europa Central Oriental. Va obtenir el reconeixement internacional pels seus papers a La mort del senyor Lazarescu (2006) i Poziţia copilului (2013). Els papers de Gheorghiu eren principalment en romanès i francès, inclòs el de Code inconnu amb Juliette Binoche.
Gheorghiu es va graduar el 1972 a l'Institut d'Arts Teatrals i Cinematogràfiques, on va estudiar amb el professor Ion Cojar.
Gheorghiu va morir el 4 de juliol de 2021, a l'edat de 71 anys.

## Papers teatrals
- Mărioara - Sânziana şi Pepelea (un conte de fades) de Vasile Alecsandri, dirigit per Alexandru Tocilescu, 1971, Studioul Casandra (Bucharest)
- Mama Angheluşa -Cânticele comice per Vasile Alecsandri, dirigit per Ion Cojar, Studioul Casandra, 1971
- Trandafira - Trei crai de la răsărit per B.P. Haşdeu, dirigit per Ion Cojar, Studioul Casandra, 1971
- Victoriţa - O fată imposibilă per Virgil Stoenescu, dirigit per Marietta Sadova, Teatre Mihai Eminescu Botoşani, 1972
- Vivian - Mrs. Warren's Profession de George Bernard Shaw, dirigit per Marietta Sadova, Teatre Mihai Eminescu, Botoşani, 1972
- Mama - The Misunderstanding d'Albert Camus, dirigit per Adrian Lupu, Stuidioul Casandra, 1972
- Cristina - Ultima cursă d'Horia Lovinescu, dirigit per Emil Mandric, Teatre Mihai Eminescu, Botoşani 1974
- Lizzie Curry - The Rainmaker de N. Richard Nash, dirigit per Emil Mandric, Teatrul Mihai Eminescu, Botoşani, 1974
- Ciocârlia - Tinereţe fără bătrâneţe şi viaţă fără de moarte d'Eduard Covali, dirigit per Cătălina Buzoianu, Teatrul Tineretului, Piatra Neamţ, 1975
- Gerda - The Pelican d'August Strindberg, dirigit per Ioan Taub, Teatrul Bulandra, 1976
- Nimi - El soldat fanfarró de Plaute, dirigit per Anton Taub, Teatrul Bulandra, 1976
- Safta - Răceala de Marin Sorescu, dirigit per Dan Micu, Teatrul Bulandra, 1977
- Doctoriţa - Undeva, o lumină de Doru Moţoc, dirigit per Valeriu Moisescu, Teatrul Bulandra, 1977
- Lucietta - The New House de Carlo Goldoni, dirigit per Valeriu Moisescu, Teatrul Bulandra, 1978
- La lilieci de Marin Sorescu, dirigit per Virgil Ogăşanu, Teatrul Bulandra, 1978
- Şura - A Day of Rest de Valentin Katayev, dirigit per Valeriu Moisescu, Teatrul Bulandra, 1981
- Dorina - Tartuf de Molière, dirigit per Alexandru Tocilescu, Teatrul Bulandra, 1982
- Actriu - A Cabal of Hypocrites de Mikhaïl Bulgàkov, dirigit per Alexandru Tocilescu, Teatrul Bulandra, 1982
- Linişte, ne privim în ochi de Marin Sorescu, dirigit per Virgil Ogăşanu, Teatrul Bulandra, 1983
- O lume pe scenă, dirigit per Miriam Răducanu, Teatrul Bulandra, 1984
- Ea - The Bench d'Alexander Gelman, dirigit per Mircea Cornişteanu, Teatrul Bulandra, 1984
- Sonia - L'oncle Vània d'Anton Txékhov, dirigit per Alexa Visarion, Teatrul Bulandra, 1985
- Piticul Quaqueo - The Giants of the Mountain de Luigi Pirandello, dirigit per Cătălina Buzoianu, Teatrul Bulandra, 1987
- Fira - Omul cu mârţoaga de Gheorghe Ciprian, dirigit per Petre Popescu, Teatrul Bulandra, 1989
- Madame Bergman - The Awakening of Spring de Frank Wedekind, dirigit per Liviu Ciulei, Teatrul Bulandra, 1991
- Vittoria - Comic Theater de Carlo Goldoni, dirigit per Silviu Purcărete, Teatrul Bulandra, 1992
- Whore, Angel - The Seventh Commandment de Dario Fo, dirigit per Gelu Colceag, Teatrul Bulandra, 1993
- Una dona, esposa d'Ill - The Visit of the Old Lady de Friedrich Dürrenmatt, dirigit per Felix Alexa, Teatrul Bulandra, 1993
- Paulina - The Winter's Tale de William Shakespeare, dirigit per Alexandru Darie, Teatrul Bulandra, 1994
- Olga - Les tres germanes d'Anton Txékhov, dirigit per Alexandru Darie, Teatrul Bulandra, 1995
- Prezicătoare - Juli Cèsar de William Shakespeare, dirigit per Alexandru Darie, Teatrul Bulandra, 1995
- Nevasta lui Simon - 1794; director i guionista Alexandru Darie, Teatrul Bulandra, 1997
- Exercicis d'estil, dirigit per Ileana Cârstea-Simion, Teatrul Bulandra, 1997
- Bătrâna - Chickenhead de George Spiro, dirigit per Gelu Colceag, Teatrul Bulandra 1998
- Eugenia - Tango de Slawomir Mrozek, directed by Gelu Colceag, Teatrul Bulandra, 2001
- Portăreasa - De Pretore Vincenzo d'Eduardo De Filippo, dirigit per Horaţiu Mălăele, Teatrul Bulandra, 2003

## Pel·lícules
- Labirintul (1980), dirigida per Şerban Creangă
- Secvenţe, dirigida per Alexandru Tatos
- Moromeţii (1987), dirigida per Stere Gulea - Catrina Moromete
- Drumul câinilor (1991), dirigida per Laurenţiu Damian
- Rămânerea, dirigida per Laurenţiu Damian
- Privește abans cu mânie (1993), dirigida per Nicolae Mărgineanu - Lucreția Ciugudean
- Prea târziu (1996), dirigida per Lucian Pintilie, paper de la dona de Mureșan
- Trenul Vieţii (1998) - Rivka
- Code inconnu: Récit incomplet de divers voyages (2000), dirigit per Michael Haneke
- Marfa si banii (2001) - mare d'Ovidiu
- La mort del senyor Lazarescu (2005) - Mioara Avram
- 4 luni, 3 saptamini si 2 zile (2007) - Gina
- Vinya poliția! (sèrie de televisió, 2008) - Lucreția Corbescu
- Nunta mută (2008) - Fira
- Regina (sèrie de televisió, 2009) - Elvira
- Aurora (2010) - Mioara Avram
- Pariu cu viața (sèrie de televisió, 2011 - 2013) - Minerva Dumitrescu
- Brave (2012) - bruixa (doblatge)
- Dupa dealuri (2012), dirigida per Cristian Mungiu
- Poziţia copilului (2013) - Cornelia Keneres, paper pel qual va guanyar el premi internacional Ós d'Or al Festival Internacional de Cinema de Berlín
- Aferim! (2015) - Smaranda Cîndescu